# Marsdenia ferreyrae
Marsdenia ferreyrae är en oleanderväxtart som beskrevs av G. Morillo. Marsdenia ferreyrae ingår i släktet Marsdenia och familjen oleanderväxter. Inga underarter finns listade i Catalogue of Life.